# HOXD13
Le gène HOXD13 est un gène qui appartient à la famille des gènes homéotiques. Ce gène code la protéine HOXD13 chez l’Homme. Les gènes homéotiques possèdent une homéoboîte, séquence d’ADN hautement conservé au sein des organismes codant un domaine protéique appelé homéodomaine. Ce domaine protéique joue le rôle de facteur de transcription et est impliqué dans le plan d’organisation de l’animal selon les axes de polarité (axe dorso-ventral ; axe antéro-postérieur) et la morphogenèse chez tous les organismes multicellulaires. Quartes familles de gènes homéotiques sont retrouvées chez les mammifères : hoxa, hoxb, hoxc et hoxd. Ils sont tous situés sur des chromosomes différents mais les gènes appartenant à la famille HOXD sont situés sur le chromosome 2. Le rôle de ce gène a été élucidé et continue à être étudié en générant des mutants chez les rongeurs ou même des tritons ,. Le produit du gène hoxd13 chez la souris joue un rôle dans le développement du squelette axial et dans la morphogénèse des membres. La délétion de ce gène entraîne des anormalités au niveau génital, de leurs membres, appendice, certains éléments squelettiques. Des mutations qui lui sont associées mènent notamment à la synpolydactylie ainsi qu’à la brachydactylie.

## Rôle dans les patrons de formation
Plusieurs études ont mis en évidence le rôle de HOXD13 dans le développement des membres antérieurs et postérieurs ainsi que son rôle dans la régénération des membres chez les tritons. L'équipe de Takeuchi tentent en effet d’identifier un gène homéotique qui jouerait un rôle dans le développement et la régénération des membres et ainsi élucider les processus qui y sont mis en place. À ce jour, aucune preuve génétique ne permet de lier la fonction des gènes homéotique et la régénération des membres. L’équipe s’est donc penchée sur la fonction du gène hoxd13, connu pour avoir des capacités régénératrices dans de nombreux tissus. Ils se sont donc demandé si hoxd13 avait un rôle dans le développement et la régénération des membres et en quoi ce gène influence la morphogénèse de ces derniers? Pour répondre à cette question, les chercheurs ont donc fait appel au système génétique de knockout du gène en question pour étudier ces effets au niveau de la morphogénèse chez les tritons. Dès lors, ils observent une perte des appendices, des os metacarpien et metatarsiens chez les mutants. Ces résultats viennent confirmer l'implication de hoxd13 dans les processus de régénération et de développement des membres chez les tritons. En effet, ce gène permet le bon développement de la région distale des membres et des appendices. De plus, ces données concluent que ce gène a les mêmes fonctions que ce soit dans le développement ou dans la régénération. Une deuxième équipe, celle de Pascal Dollé, a pour but quant à elle, d’attribuer un rôle au gène hoxd13 pour ainsi étudier la morphogénèse des membres sur un plan évolutif. Les gènes hoxd des vertébrés étant déjà connu pour être activé lors de la morphogénèse et la formation des membres. L'équipe se demande donc en quoi le gène hoxd13 est un acteur dans la morphogénèse des membres ?  Pour tenter de répondre à cette question, l’équipe a généré des souris mutantes pour le gène hoxd13 et des souris dont ce gène a été délaissé ainsi que des techniques de recombinaison homologue dans des cellules souches de l’embryon. Leurs résultats notent bien une réduction dans la longueur d’éléments squelettiques, une perte des phalanges, la fusion d’os et la présence d’éléments rudimentaires supplémentaires. Ces résultats viennent confirmer que hoxd13 joue un rôle dans le patron de formation des membres chez les mammifères. Effectivement, ce gène contrôle la formation squelettique selon tous les axes du corps dont l'axe génital. L'ensemble de ces données suggère également que l'implication du gène en question dans l'évolution des membres chez les tétrapodes.

### Développement des appendices
Il semblerait que hoxd13 contrôle plus précisément, avec l’aide du gène hoxa13, le bon développement du segment distale ou autopode des membres, chez les mammifères et sa régénération chez les tritons.  L’évidence repose sur la génération de souris mutantes dont les appendices des membres ont subi des altérations. Cette mutation affecte le développement des structures postaxiales de l’autopode. La taille des phalanges du majeur et de l'annulaire diminuent ainsi que la taille de leurs index et auriculaire . Cette diminution serait le résultat de la déformation et la réduction des os du métacarpe et du metatarse. Les os sesamoïdes sont également altérés : ils disparaissent, subissent une réduction de taille ou fusionnent avec les éléments squelettiques des phalanges. Cette observation est en accord avec les évidences pour lesquelles des mutations de ce gène mènent à la brachydactlylie chez l’Homme. Le pouce des mutants a également été touché, perdant toute articulation. L’absence de hoxd13 a entraîné la perte de segmentation du cartilage du métacarpe. Ainsi, ce gène semblerait également contrôler la segmentation des cartilages du métacarpe au niveau des membres antérieurs et postérieurs. Ces résultats suggèrent que l’absence de ce gène homéotique entraîne une modification de la morphologie des os en interférant avec la division cellulaire ou la croissance cellulaire locale. 

### Altération au niveau de l'axe du corps et de l'axe génital
En plus de contrôler la morphogenèse des appendices, hoxd13 semblerait influencer divers éléments squelettiques comme les vertèbres ou même, l’axe génital. L’équipe de Pascal Dollé s’est penchée sur la question et étudie le phénotype des mutants du gène hoxd13 au niveau des vertèbres et du squelette. En effet, différentes altérations en découlent. Premièrement, au niveau du sacrum, les mutants montraient 4 vertèbres fusionnées à la place de 3. Au niveau du pénis, la morphologie de l’os pénien est altérée et les parties proximales du pénis voient leur taille diminuer. Ces évidences expérimentales viennent confirmer que hoxd13 est un acteur majeur dans le développement des membres, des appendices et de leurs structures osseuses. La forme des os étant changée montre ainsi que hoxd13 est impliqué dans l’organisation des patrons développementaux.

## Rôle dans l'évolution du développement

### Heterochronie
La délétion du gène hoxd13 induit des retards de croissance sévères au niveau des cartilages de la région autopode des membres ou même l’absence de certains éléments cartilagineux qui sont les derniers à se développer chez les modèles wild type. Ainsi, hoxd13 induit une hétérochronie, c’est-à-dire la réduction de la vitesse de développement des éléments squelettiques de la région autopode des membres. Une mutation au niveau de ce gène provoque des retardements développementaux de quelques jours menant à un phénotype juvénile visible à la naissance. À la suite de ce phénotype, l’adulte muté possède des membres à caractéristiques néoténique, paraissant atavistiques. De plus, les gènes hox pourraient contrôler le patron de formation des membres en régulant la séquence temporelle et la vitesse de croissance de divers éléments. Le patron de développement des membres serait donc soumis à une activation temporelle spécifique des complexes des gènes hox, autrement appelé une colinéarité temporelle.

### Le point de vue évolutif
Chez le poisson-zèbre, la délétion de hoxd13 diminue la taille des nageoires. D’autres études entreprises sur le marsupial  ou la roussette (Scyliorhinidae) ont également confirmé la réduction de taille de leurs appendices respectifs en l’absence du gène hoxd13. Ces résultats expérimentaux mettent en évidence le rôle que joue hoxd13 dans la formation des régions distales des appendices et suggèrent surtout, qu’un changement dans son patron d’expression chez les poissons à nageoires lobées a pu contribuer à l’évolution des membres chez les tétrapodes.